# Nikki Bella
Stephanie Nicole Garcia-Colace, meglio conosciuta come Nikki Bella (San Diego, 21 novembre 1983), è un personaggio televisivo e wrestler statunitense, sotto contratto con la WWE.
In carriera ha detenuto due volte il Divas Championship e il suo secondo regno, durato 301 giorni (dal 23 novembre 2014 al 20 settembre 2015), è il più lungo nella storia del titolo. Nel 2020 è stata introdotta nella Hall of Fame della WWE insieme alla sorella gemella Brie.

## Biografia
Stephanie Nicole Garcia-Colace è nata a San Diego, in California, ed è cresciuta in una fattoria nel sobborgo Phoenix di Scottsdale, in Arizona. Nicole ha origini messicane e italiane. È la sorella gemella dell'ex wrestler Brie Bella.

## Carriera

### WWE (2007–2023)

#### Gli esordi (2008–2009)

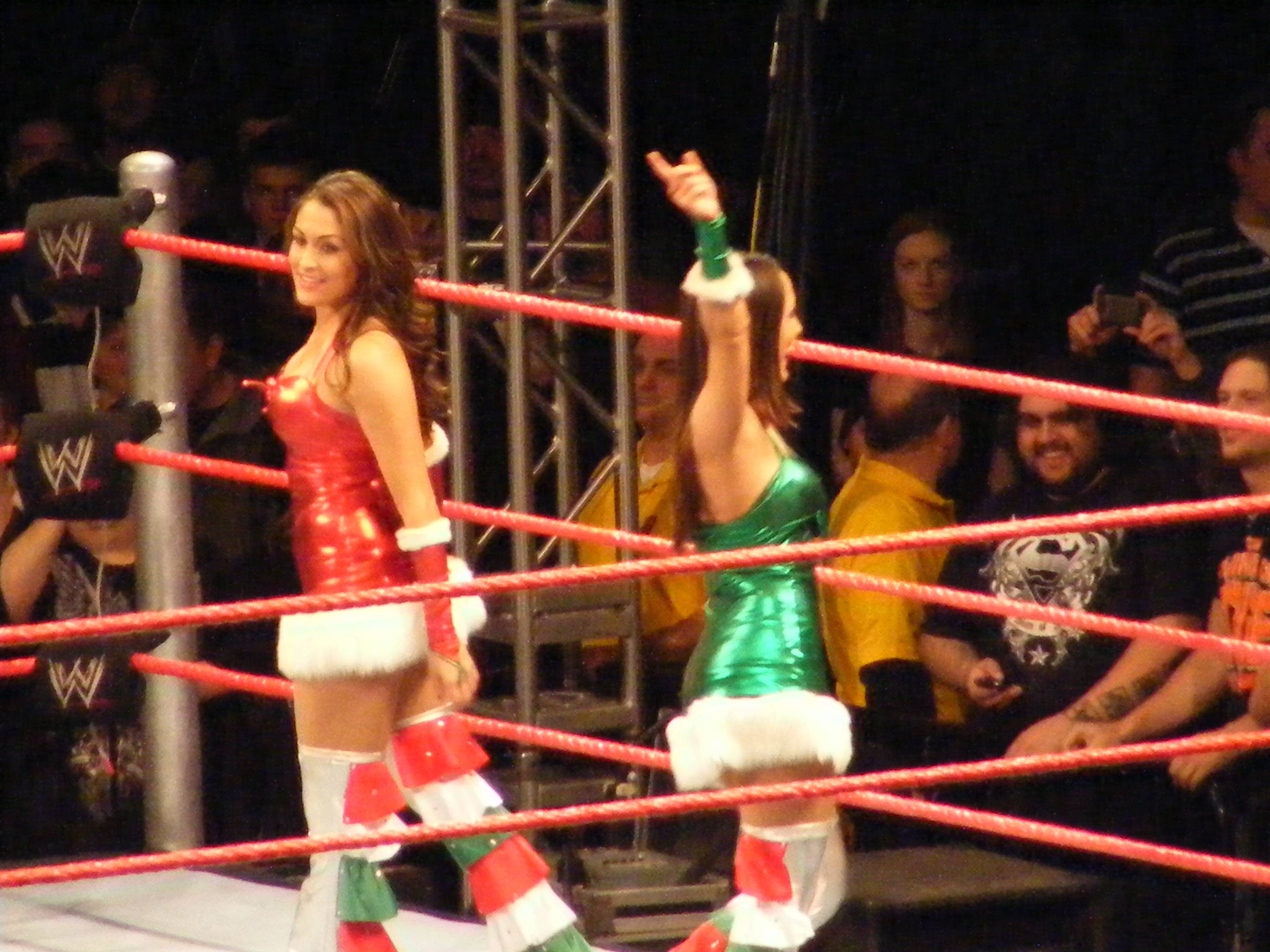
Nikki Bella (sinistra) con Brie Bella nel 2009

Entrambe le gemelle vengono messe sotto contratto dalla World Wrestling Entertainment nel 2007 e debuttano il 15 settembre in un tag team match sconfiggendo Krissy Vaine e Natalya. Dopo una rivalità con Natalya e una con Alicia Fox, Nikki inizia a combattere da singola.
Nikki Bella fa il suo debutto dopo sua sorella Brie poiché si scoprì che Brie andava sotto il ring durante i suoi match per scambiarsi con la sorella, che portava a casa la vittoria. Una volta scoperte, iniziarono a combattere in coppia e l'11 novembre 2008, fecero il loro debutto sconfiggendo Natalya e Victoria. Dopo vari match di coppia, in parte vinti e in parte persi, le gemelle iniziarono una rivalità poiché Brie voleva essere manager di Carlito e Primo mentre Nikki voleva essere la manager di John Morrison e The Miz. I sei si affrontarono il 17 marzo 2009 e a prevalere furono Brie, Carlito e Primo. A WrestleMania XXV, Nikki partecipa alla battle royal delle divas che viene vinta da Santino Marella.

#### Varie alleanze (2009–2010)
Le gemelle passano a Raw dopo Wrestlemania e il 18 maggio, Nikki perde un'altra battle royal in favore di Kelly Kelly. Le gemelle si allearono nuovamente nella puntata di Superstars del 9 giugno 2009 dove però vennero sconfitte da Beth Phoenix e Rosa Mendes. Durante la terza stagione di NXT, le gemelle fanno da mentori alla rookie Jamie.

#### Opportunità titolate (2010–2011)
Nel 2011, le gemelle diventano le manager di Daniel Bryan del quale erano innamorate (kayfabe). Le gemelle effettuano un turn heel attaccando Gail Kim, la fidanzata secondo la Kayfabe di Daniel Bryan. Il 7 marzo, a Raw, Nikki non riesce a conquistare il WWE Divas Championship contro la campionessa Eve Torres. L'impresa riesce però alla sorella Brie. La WWE, pur riconoscendo spesso le gemelle come un'unica entità, riconosce la vittoria del titolo solo alla campionessa ufficiale, cioè Brie. Durante il regno di Brie, anche Nikki inizia una faida con Kelly Kelly, la prima sfidante al titolo femminile e le gemelle vengono spesso sconfitte nei match di coppia da Kelly e Eve. Il 20 giugno Nikki, accompagna sul ring la sua gemella Brie che doveva difendere il titolo femminile contro Kelly Kelly. Nikki sostiene Brie per tutta la durata del match, ma alla fine è Kelly, a vincere titolo. La settimana dopo, la Raw Roulette sancisce un Submission Match fra Kelly Kelly e Nikki Bella per il 
Divas Championship. Kelly sottomette quasi subito Nikki con una Boston Crab. Il 1º agosto, a Raw, Nikki partecipa alla battle royal per decretare la sfidante al Divas Championship ma viene eliminata.

#### Varie faide e pausa (2011–2012)
Alla Royal Rumble 2012, le Gemelle, Beth Phoenix e Natalya sconfiggono Eve Torres, Alicia Fox, Kelly Kelly e Tamina. Nell'edizione di Superstars post PPV, le Gemelle perdono contro Kelly Kelly e Alicia Fox. Il 23 marzo a Smackdown, Nikki annuncia che prenderà le parti del team Teddy a WrestleMania XXVIII, mentre la sorella Brie prenderà quelle del team team Johnny, che vincerà la contesa al pay-per-view. Nella puntata di Raw del 23 aprile batte Beth Phoenix in un Lumberjill Match e diventa per la prima volta Divas Champion. Ad Extreme Rules perde il titolo in favore di Layla, che è tornata a sorpresa dopo l'infortunio e ha preso il posto di un'infortunata Beth Phoenix. Il giorno dopo a Raw, tutte e due hanno una opportunità in un Triple Threat match contro Layla, ma a vincere è Layla difendendo il titolo. Dopo il match, nel backstage, tutte e due vengono licenziate da Eve Torres. In realtà le Bella Twins non hanno voluto rinnovare il contratto con la WWE.

#### Storyline con Brie Bella (2013–2014)
Nella puntata di Raw dell'11 marzo, torna insieme a Brie in WWE, apparendo in un segmento con Cody Rhodes, Damien Sandow, Kaitlyn e Vickie Guerrero. Nella puntata di Smackdown del 15 marzo, insieme a Brie Bella, attaccano nel backstage Cameron e Naomi. Nella puntata di Smackdown del 22 marzo, insieme alla sorella Brie, accompagnano nel ring Damien Sandow e Cody Rhodes nel loro match contro Brodus Clay e Tensai. Durante il match, le Bella Twins interferiscono, ma vengono fermate da Naomi e Cameron. Nella puntata di Raw dell'8 aprile, Brie e Nikki vengono sconfitte insieme ai Rhodes Scholars dai rivali Tons of Funk; il match tra i due team si è svolto a Raw per mancanza di tempo a WrestleMania 29.
Nella puntata di Smackdown del 6 settembre, accompagna Brie nel suo match contro Naomi che è accompagnata da Cameron. Il match finisce con un Non Contest quando tutte e quattro vengono attaccate dalla Divas Champion AJ Lee, Alicia Fox, Aksana e Layla. Questo potrebbe far turnare probabilmente face le Bella Twins. In seguito, il cast di Total Divas inizia una faida con AJ Lee, Aksana, Alicia Fox e Layla portando Brie e Nikki a turnare definitivamente face. Il 23 settembre a Raw, Cameron, Naomi, Natalya, Nikki e Brie Bella battono il team formato da AJ Lee, Aksana, Alicia Fox, Layla e Tamina. Nella puntata di Raw del 27 gennaio vince insieme a Nikki Bella, Naomi e Cameron contro AJ Lee, Tamina Snuka, Aksana e Alicia Fox.

#### Divas Champion e infortunio (2014–2015)
A SummerSlam tradisce la sorella Brie causandone la sconfitta contro Stephanie McMahon, effettuando un turn heel e alleandosi con l'Authority.
Nella puntata di Raw del 18 agosto appare in un segmento con Stephanie dove dice varie cattiverie contro Brie; successivamente la sorella sale sul ring e, mentre parlano, Nikki le dà uno schiaffo facendola cadere e piangere e confermando il turn heel. Il 19 agosto a Main Event batte Emma. Nella puntata di Raw del 25 agosto, dopo un tentativo di riconciliazione familiare tra le due finito in rissa, Jerry Lawler tenta di separare le gemelle ma Nikki prima gli tira uno schiaffo e poi continua ad assalire sua sorella Brie.
Nella puntata del 1º settembre di Raw, Stephanie McMahon le da un'opportunità per il WWE Divas Championship, ma viene interrotta dalla sorella Brie e poi successivamente da AJ Lee e Paige, che danno vita a un'accesa discussione. Nella puntata dell'8 settembre appare in un altro segmento con l'ospite speciale Jerry Springer e la sorella Brie, in cui partecipa anche il fratello delle Bellas, che parteggia per Brie e accusa Nikki di essere solo una vittima. Nikki e Brie cominciano a discutere, Jerry si mette nel mezzo e le gemelle cominciano a combattere, cadendo sopra di lui, fino a quando non entra la security per dividerle. Nella puntata di Raw del 15 settembre Nikki e Paige sconfiggono Brie e AJ. Viene dunque inclusa in un Thriple Threat match per il titolo femminile a Night of Champions il 21 settembre, ma Nikki e Paige vengono sconfitte da AJ Lee, che conquista la cintura. Nella puntata di SmackDown del 24 ottobre Nikki, Summer Rae e Cameron sconfiggono Brie, Natalya e Naomi. Il 26 ottobre, al pay-per-view Hell in a Cell, sconfigge Brie in un match nel quale la perdente sarebbe diventata l'assistente personale della vincitrice.
Nella puntata di Raw successiva al pay-per-view sconfigge Naomi. Nella puntata di SmackDown del 31 ottobre vince la Divas Halloween Costume Battle Royal diventando la #1 contender per il Divas Championship, che vincerà il successivo 23 novembre alle Survivor Series sconfiggendo Lee grazie all'aiuto della sorella Brie. Nella puntata di SmackDown del 28 novembre sconfigge Emma. Nella puntata del 1º dicembre di Raw viene sconfitta in un tag team match insieme a Brie da AJ Lee e Naomi. A TLC, grazie alla distrazione dell'arbitro procurata dalla sorella, spruzza della lacca negli occhi ad AJ difendendo il titolo. Nella puntata di Raw del 15 dicembre viene sconfitta in un Tag Team Match insieme alla sorella Brie da Natalya e Alicia Fox. Nella puntata di SuperSmackdown del 16 dicembre batte Naomi difendendo il titolo. Nella puntata di Raw del 29 dicembre batte Natalya. Nella puntata di Raw del 5 gennaio viene sconfitta da Natalya. Il 6 gennaio a Main Event viene sconfitta da Paige. A Fastlane riesce a difendere il titolo contro Paige. Nella puntata di Raw del 2 marzo, mantiene il titolo delle Divas nuovamente contro Paige perdendo però per squalifica, dopo il match insieme a Brie attacca Paige salvo poi venire salvata dalla rientrante AJ Lee. Nella puntata di Raw del 9 marzo batte Paige in un Title match a causa di un accidentale attacco di AJ nei confronti dell'Inglese, che porterà ad un litigio tra le due. Dopo la riconciliazione nella successiva puntata di Smackdown, a WrestleMania 31 Nikki con la sorella affrontano proprio AJ e Paige, perdendo.
Nella puntata di Raw del 20 aprile accompagna la sorella Brie nel match contro Naomi. Nella stessa sera viene annunciato che ad Extreme Rules avrà un match contro Naomi per il Divas Championship, che poi batterà. Nella puntata di Raw, il 4 maggio, mentre entra in arena insieme a Brie vengono attaccate alle spalle da Naomi e Tamina, facendole restare per terra. A Raw, l'11 maggio viene annunciato che lei e la sorella Brie, a Payback, affronteranno in team Tamina e Naomi dove poi verranno sconfitte. Il 18 a Raw vince per squalifica contro Naomi a causa dell'intervento di Tamina. Successivamente viene attaccata dalle due heel dove verrà salvata da Paige, dove però sarà la stessa ad attaccarla con la sua mossa finale. A Smackdown il 21 maggio, interviene contro l'attacco di Naomi e Tamina su Paige dove mette K.O le due. Successivamente però per vendicarsi attacca Paige con la mossa finale. Nella puntata di Raw del 25 maggio, viene annunciato che a Elimination Chamber parteciperà a un Triple Threat Match contro Naomi e Paige per il Divas Championship, dove difende con successo il titolo schienando Naomi. La sera seguente a Raw affronta Paige per il Divas Championship dove la batterà utilizzando il Twin Magic (Brie prende il posto di Nikki e viceversa), che non usavano dal 2011. Nella puntata di Raw dell'8 giugno, tramite un'intervista dice che a Money In The Bank affronterà Paige per il Divas Championship. Successivamente affronta Summer Rae, vincendo. A Money In The Bank affronta Paige, che, grazie all'aiuto della sorella Brie, vince contro Paige restando quindi la campionessa in carica. A The Beast in the East, difende la cintura contro Paige e Tamina.
Nella puntata di Raw del 13 luglio, il Team Bella (Nikki, Brie Bella e Alicia Fox) si trova sul ring e viene interrotto da Stephanie McMahon, la quale dice che è tempo di rivoluzione nella Divas Division, introducendo Becky Lynch e Charlotte che si alleano con Paige, mentre Sasha Banks si allea con Naomi e Tamina, portando ad una rissa i tre team. Nella puntata di SmackDown del 23 luglio, fa coppia con la sorella Brie, e le due hanno la meglio su Naomi e Sasha Banks. Nella puntata di Raw del 27 luglio, insieme ad Alicia Fox, vengono sconfitte da Becky Lynch e Charlotte. Nella puntata di Raw del 3 agosto, insieme a Brie Bella, vengono sconfitte da Charlotte e Lynch. Nella puntata di Raw del 10 agosto sconfigge insieme a Brie e Alicia Fox, il team formato da Naomi, Banks e Tamina. La stessa sera viene annunciato che a Summerslam affronterà in coppia con Brie e Alicia i team B.A.D e il team PCB in un three team tag team match elimination match, dove verrà sconfitta insieme al suo Team. Nella puntata di Raw del 31 agosto, viene annunciato che Charlotte e la classificata a sfidarla per il titolo a Night of Champions. Il 14 settembre a Raw Nikki Bella diventa la Divas Champion più longeva della storia. Il 20 settembre a Night of Champions perde il titolo contro Charlotte terminando il suo regno dopo 301 giorni.
Il 21 dicembre, a Raw e Slammy Awards viene nominata la WWE Divas of The Year 2015. Nikki rivela sul profilo Twitter che dovrà restare fuori dal ring almeno fino alla fine di gennaio 2016, e in quel periodo saprà se poter tornare sul ring o meno. Il 27 gennaio si è sottoposta ad un intervento chirurgico al collo, e dovrà rimanere fuori dal ring per almeno sei mesi. Nikki doveva essere presente nella puntata di Raw del 28 marzo, ma i medici hanno preferito non farla apparire a causa del suo infortunio al collo e che pure un colpo accidentale peggiorerebbe la gravità dell'infortunio e hanno deciso che non potrà combattere più come Full Timer ma almeno come Part Timer. A luglio l'ex Divas Champion saprà se tornare o no sul ring.
A WrestleMania 32 appare dopo il match della sorella congratulandosi con essa.

#### Ritorno in attività (2016–2017)

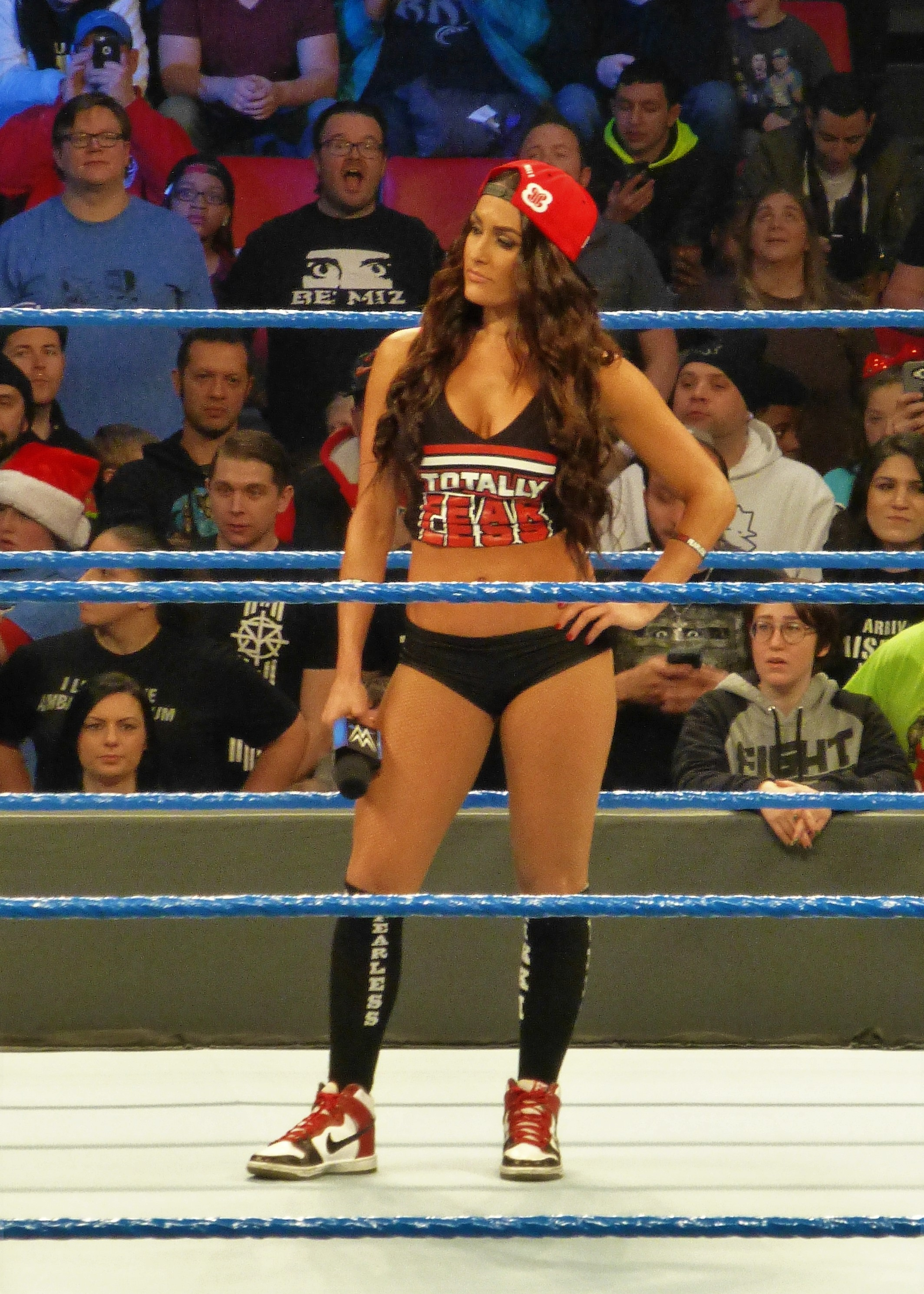
Nikki Bella nel 2016

Nikki Bella è tornata a sorpresa il 21 agosto 2016 a SummerSlam, partecipando ad un Six-Woman Tag Team match come membro del team formato da Natalya e Alexa Bliss contro Becky Lynch, Naomi e Carmella, dove il suo team ha ottenuto la vittoria. Quella stessa sera la stessa Nikki ha annunciato di essere entrata a far parte del roster di SmackDown. Nella puntata di SmackDown del 23 agosto Nikki avrebbe dovuto affrontare Carmella ma il match non è nemmeno iniziato a causa dell'attacco brutale da parte dell'avversaria, la quale ha effettuato di fatto un turn heel. Successivamente, a SmackDown Talk, viene intervistata da Daniel Bryan e Renee Young dove viene attaccata per la seconda volta brutalmente da Carmella, effettuando così definitivamente un turn face. L'11 settembre, a Backlash, Nikki ha partecipato ad un Six-Pack Challenge Elimination match per l'assegnazione del WWE SmackDown Women's Championship insieme a Carmella, Naomi, Natalya, Alexa Bliss e Becky Lynch ma il titolo è stato vinto da quest'ultima. Nella puntata di SmackDown del 13 settembre ha partecipato ad un Fatal 5-Way match insieme a Naomi, Natalya, Carmella e Alexa Bliss per determinare la contendente nº1 al WWE SmackDown Women's Championship di Becky Lynch ma il match è stato vinto dalla Bliss. Nella puntata di SmackDown del 20 settembre, ha un match in coppia con Naomi contro Natalya e Carmella, ma il match viene interrotto per squalifica a causa dell'attacco brutale di Carmella a Nikki. Il 9 ottobre, a No Mercy, Nikki ha sconfitto Carmella. Nella puntata di SmackDown del 25 ottobre Nikki ha sconfitto Natalya (diventando il capitano del team femminile per Survivor Series) grazie alla Fearless Lock, la manovra di sottomissione utilizzata dal suo fidanzato John Cena (chiamata STF). Tuttavia, a Survivor Series, Nikki è stata messa fuorigioco da un aggressore sconosciuto, e il suo posto nel Team SmackDown è stato preso da Natalya, che poi si scoprirà essere stata lei ad aggredirla. Nella puntata di SmackDown 900 Live! del 15 novembre il match tra Nikki e Carmella è terminato in no-contest. Il 4 dicembre a TLC: Tables, Ladders & Chairs Nikki ha sconfitto Carmella in un No disqualification match. Il 29 gennaio, nel Kick-off della Royal Rumble, Nikki, Becky Lynch e Naomi hanno sconfitto Alexa Bliss, Mickie James e Natalya. Il 12 febbraio, ad Elimination Chamber, il match tra Nikki Bella e Natalya è terminato in doppio count-out. Nella puntata di SmackDown del 21 febbraio Nikki è stata sconfitta da Natalya in un Falls Count Anywhere match a causa dell'intervento di Maryse. Nella puntata di SmackDown del 7 marzo Nikki e John Cena hanno sconfitto in pochissimo tempo Carmella e James Ellsworth in un Mixed Tag Team match. Il 2 aprile, a WrestleMania 33, Nikki e John Cena hanno sconfitto The Miz e Maryse in un Mixed Tag Team match e, nel post match, Cena ha chiesto a Nikki di sposarlo, con la ragazza che ha accettato. Il 4 aprile, tramite il suo account di Instagram, Nikki ha annunciato di volersi prendere un periodo di riposo.

#### Apparizioni sporadiche (2018–2025)
Il 22 gennaio 2018, ha fatto una breve apparizione per il venticinquesimo anniversario di Raw. Il 28 gennaio, alla Royal Rumble, Nikki ha fatto il suo ritorno sul ring insieme a Brie partecipando al primo Royal Rumble match femminile della storia. Nikki è entrata con il numero 27, rimanendo ultima sul ring, dopo di che è stata eliminata dalla vincitrice Asuka. Il 20 agosto 2018 a SummerSlam Nikki è sua sorella Brie sono apparse nel Backstage per assistere al Match fra Ronda e Alexa per il Raw Woman’s Championship. Stesso il giorno dopo Nikki Bella e Brie Bella sono apparse anche a Raw. Il 27 agosto Nikki e Brie sono apparse nuovamente a Raw per annunciare che ritorneranno sul ring il prossimo lunedì su Raw. Nikki è tornata, assieme alla sorella Brie, a Raw nel settembre del 2018, iniziando una rivalità con la Riott Squad (Liv Morgan, Ruby Riott e Sarah Logan), uscendone sempre vincitrici nei vari incontri settimanali, accompagnate dalla Raw Women's Champion Ronda Rousey. Il 6 ottobre, a Super Show-Down, le Bella Twins e la Rousey hanno sconfitto la Riott Squad. Due giorni dopo, a Raw, le Bellas hanno effettuato un turn heel attaccando la Rousey, sancendo poi un match per Evolution fra la stessa Rousey e Nikki valevole per il Raw Women's Championship. Il 28 ottobre 2018 a Evolution,  Nikki è stata sconfitta da Ronda Rousey. Il 25 marzo 2019 stesso l’atleta annuncia il ritiro sul ring per vari problemi al collo e una ciste cerebrale. 
Le Bella Twins sono ritornate a SmackDown per essere intervistate nel Moment of Bliss di Alexa Bliss e durante l'intervista hanno annunciato che saranno introdotte nella WWE Hall of Fame. Il 7 gennaio 2022, fu annunciato tramite il sito ufficiale della WWE la sua partecipazione all'omonimo match. Successivamente tramite il suo account Instagram annuncia di aver avuto la via libera dai medici per tornare sul ring.  
Il 30 gennaio 2022, Nikki torna sul ring in occasione della Royal Rumble, ma viene eliminata da sua sorella Brie. 
Il 2 febbraio 2025 dopo tre anni di inattività sul ring ritorna in occasione della Royal Rumble entrando con il numero 30 dopo pochi minuti viene eliminata da Nia Jax.
Il 7 giugno durante l’evento Money in the bank è stato annunciato che Nikki tornerà nella puntata di  Raw il 9 giugno.  
Il 9 giugno 2025, Nikki fa il suo ritorno a Raw dopo tre anni di assenza. Appena salita sul ring, prende la parola e apre un segmento nel quale elogia le attuali protagoniste della divisione femminile, sottolineando i grandi passi avanti compiuti dalle donne della WWE. Con entusiasmo, annuncia anche il ritorno di Evolution, rivelando che la seconda edizione dello storico evento tutto al femminile è finalmente realtà. Ma il suo momento viene interrotto da Liv Morgan, che fa il suo ingresso visibilmente infastidita. Una volta salita sul ring, Liv affronta Nikki a viso aperto, accusandola di non averla neppure menzionata nel suo discorso, dopo vari scambi di parole. L’atmosfera si surriscalda rapidamente, finché Liv, senza alcun preavviso, attacca Nikki e la mette al tappeto con la sua mossa finale, l’ObLivion, lasciandola stesa al centro del ring.   Questo segmento avrebbe dovuto segnare l’inizio di una rivalità tra Nikki e Liv in vista di Evolution, ma, purtroppo, a causa di un infortunio occorso a Liv, i piani sono stati completamente modificati.    
Nonostante ciò, la partecipazione di Nikki all’evento resta comunque prevista, con nuove direzioni creative attualmente in fase di sviluppo.         
Nella puntata del 7 luglio 2025, Nikki è apparsa a Raw in un segmento annunciando la sua partecipazione al grande evento tutto al femminile Evolution, per la Battle Royal una sfida aperta, e chi vincerà avrà l’opportunità di disputare un match titolato che si svolgerà a Parigi, durante Clash in Paris.         
Il 13 luglio a Evolution Nikki partecipa alla Battle Royal venendo eliminata da Lash Legend.
Il 14 luglio, Nikki è apparsa a Raw disputando il suo primo match singolo dopo otto anni, affrontando e sconfiggendo Chelsea Green. Al termine dell’incontro, è stata attaccata da Alba Fyre e Piper Niven, ma è stata salvata da Stephanie Vaquer.

## Altre attività
Dal 2013 al 2018 ha fatto parte del reality-show della World Wrestling Entertainment, Total Divas, che riguarda la vita privata delle wrestler femminili.
Il 5 ottobre 2016 al 2021 ha debuttato in un nuovo reality, Total Bellas, incentrato esclusivamente sulle gemelle Bella e le loro famiglie.
Nel 2022 ha sposato Artem Chigvintsev. Hanno un figlio nato nel 2020. Nel 2024 Artem è stato arrestato per violenza domestica.

## Personaggio

### Mosse finali

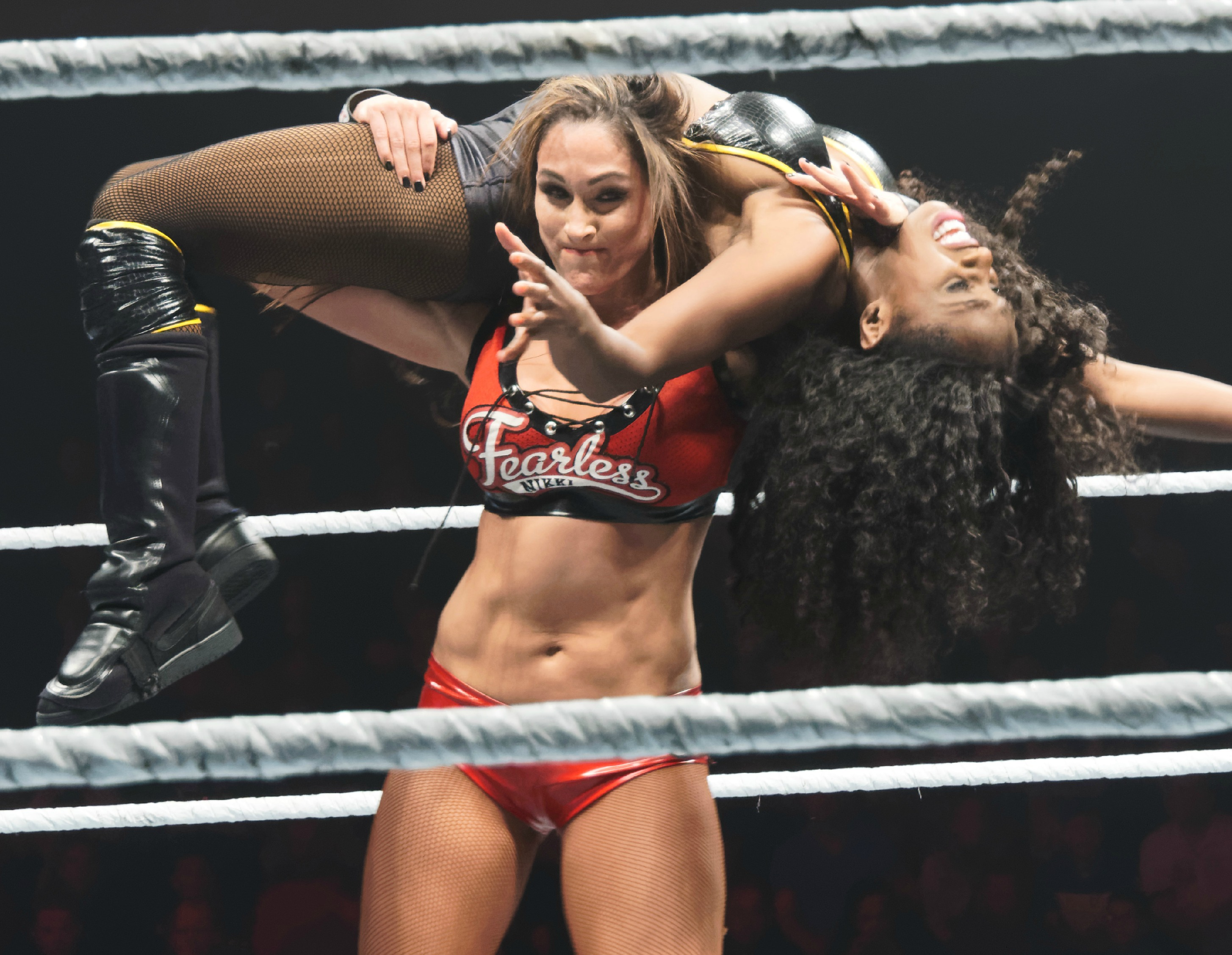
Nikki Bella mentre si appresta ad eseguire il Rack Attack su Naomi

- Fearless Lock (Stepover toehold facelock)
- Rack Attack 2.0 (Fireman's carry cutter)
- Rack Attack (Argentine backbreaker rack) – 2013-2016

### Wrestler assistiti
- Primo Colón

### Soprannomi
- "Fearless Nikki"
- "Fearless One"

## Titoli e riconoscimenti
- Pro Wrestling Illustrated

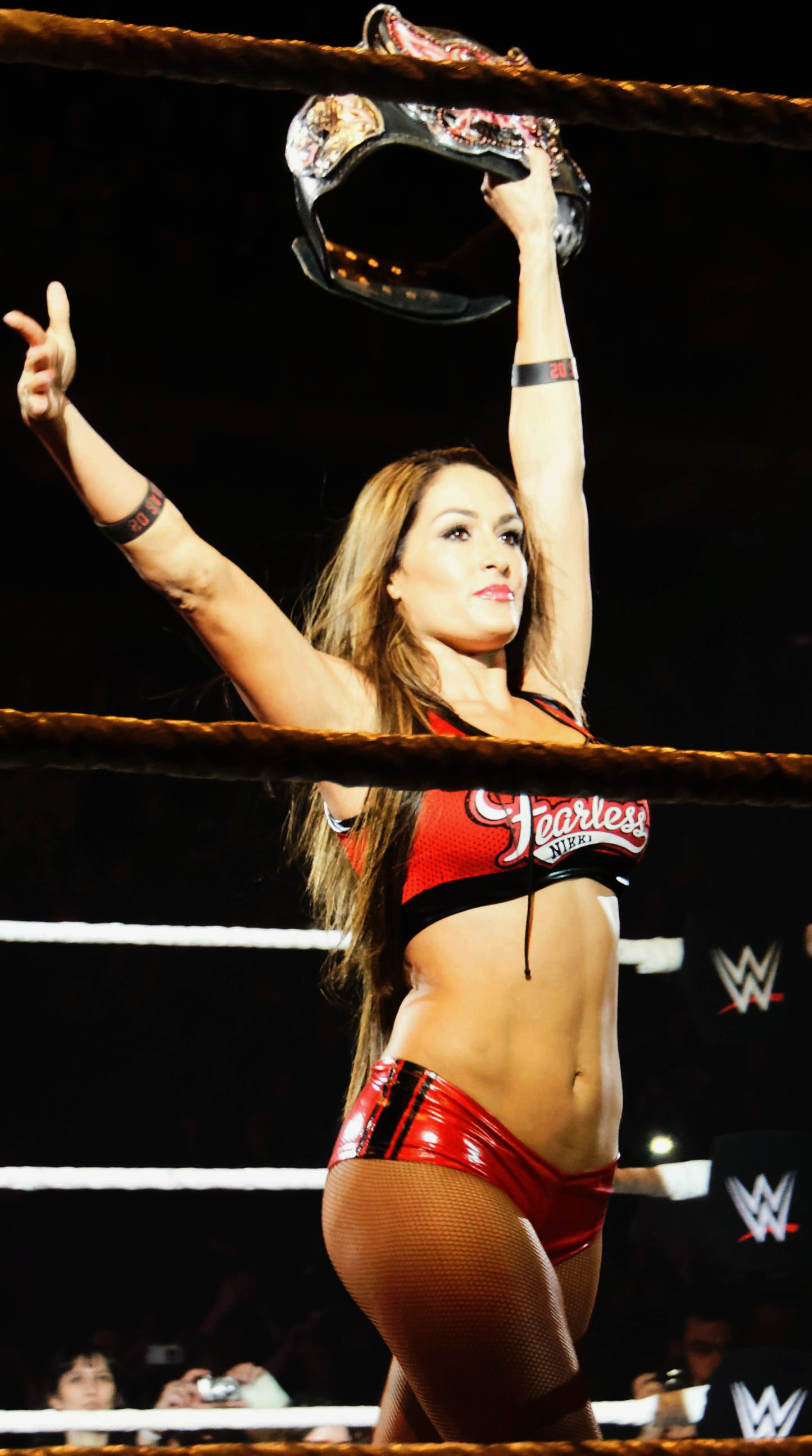
Nikki Bella con il Divas Championship, titolo che ha detenuto due volte, e il suo secondo regno (di 301 giorni) è il più lungo nella storia del titolo

  - 1ª tra le 50 migliori wrestler femminili nella PWI Female 50 (2015)[4]
- Rolling Stone
  - Diva of the Year (2015)[5]
- WWE
  - WWE Divas Championship (2)[6]
  - WWE Hall of Fame (classe del 2020)[7]
  - Slammy Award (2)[8]
    - Diva of the Year (edizione 2013 e 2015)[9]
- Wrestling Observer Newsletter
  - Worst Worked Match of the Year (2013)[10] - con Brie Bella, Cameron, Eva Marie, JoJo, Naomi e Natalya vs. AJ Lee, Aksana, Alicia Fox, Kaitlyn Rosa Mendes, Summer Rae e Tamina
  - Worst Feud of the Year (2014)[11] - vs. Brie Bella
  - Worst Feud of the Year (2015)[12] - Team Bella vs. Team B.A.D. vs. Team PCB

## Filmografia

### Cinema
- Un tipo imprevedibile 2 (Happy Gilmore 2), regia di Kyle Newacheck (2025)